# Большой переполох (фильм, 1986)
«Большой переполох» (англ. Big Trouble) — кинофильм режиссёра Джона Кассаветиса, вышедший в 1986 году. Последняя лента, снятая Кассаветисом.

## Сюжет
Леонард Хоффман — обыкновенный страховой агент, который за 20 лет исправной службы не сколотил большого состояния. Как назло, наступает момент, когда оно ему непременно пригодилось бы: его три сына-близнеца, обладающие недюжинными музыкальными способностями, поступают в Йельский университет, но денег на обучение всех троих просто-напросто нет. Глава фирмы, в которой работает Леонард, — сам выпускник Йеля — отказывается ходатайствовать о стипендии для детей своего подчинённого. В отчаянии Хоффман решается на преступление и вступает в сговор со своей клиенткой Бланш Рикки, чтобы инсценировать несчастный случай с её мужем Стивом и получить крупную сумму по страховке...

## В ролях
- Питер Фальк — Стив Рикки
- Алан Аркин — Леонард Хоффман
- Беверли Д’Анджело — Бланш Рикки
- Чарльз Дёрнинг — О'Мара
- Роберт Стэк — Уинслоу
- Пол Дули — Нузел
- Валери Кёртин — Арлин Хоффман
- Ричард Либертини — доктор Лопес
- Джон Финнеган — детектив Мёрфи